# LG Optimus L5 II
De LG Optimus L5 II is een smartphone van het Zuid-Koreaanse bedrijf LG. Het toestel is het mid-rangetoestel van de tweede generatie 'L-serie', een lijn van smartphones die voor gebruikers met weinig geld een goed design en de recentste software wil bieden. Het toestel is geïntroduceerd tijdens het MWC 2012 in Barcelona, samen met de Optimus L3 II, L7 II en de nieuwe Optimus F-serie. Het toestel komt alleen uit in het zwart.

## Software
In tegenstelling tot zijn voorganger, de LG Optimus L5, draait het standaard niet op Android 4.0, maar op versie 4.1.2. Boven op het besturingssysteem heeft LG zijn eigen interface gelegd, vergelijkbaar met Sony's Timescape UI en Samsungs TouchWiz. De interface legt veel nadruk op de kleur wit. Ook heeft LG het vergrendelingsscherm aangepast. Door van een bepaalde applicatie toe te slepen, gaat men onmiddellijk naar die applicatie toe.

## Hardware
De smartphone heeft een tft-scherm van 4 inch groot met een resolutie van 800 bij 480 pixels. Onder het scherm bevinden zich 3 knoppen, een capacitieve terugknop, de fysieke thuisknop en een capacitieve menuknop. In het toestel zelf bevindt zich een batterij van 1700 mAh en een singlecoreprocessor van 1 GHz. Op de L5 II zitten een camera van 5 megapixel en een led-flitser aan de achterkant, hoewel een camera aan de voorkant ontbreekt.